# ヤンヤ・ガンブレット
- ヤンヤ・ガンブレット
- ヤンヤ・ガルンブレット

ヤンヤ・ガンブレット（Janja Garnbret、1999年3月12日 - ）は、スロベニア出身のスポーツクライマー、ロッククライマー。リードクライミングやボルダリングの大会で多数の優勝経験を持つ。世界最高の女性コンペティティブクライマーとも言われており、特に「リード」「ボルダリング」の2種目において圧倒的な強さを誇る。

## 幼少期
7歳の時にクライミングに出会い、最初に登ったのは自宅にある木やキャビネットなどの家具だった。
クライミングが楽しくなると、その後クライミングコースに入学し、スポーツとしてのクライミングの技術を本格的に学ぶ。ガンブレットはクライミングを続けている理由を問われ、「すべてを賭けて愛しているからです。ウォールに挑んでいる間は他のすべてが気にならなくなります」と答えている。
8歳で初めてスロベニア国内のクライミング大会に出場した。

## 競技会
2013年、スロベニアユース代表入りしクライマーとしてキャリアをスタートさせる。同年のヨーロッパユース選手権のボルダリング部門に出場し、初めての大きな大会で優勝を飾った。
2014年の世界ユースB選手権のリード種目で初の国際タイトルを獲得。
2015年7月、当時まだ16歳になったばかりのガンブレットは、IFSCクライミングワールドカップの出場資格を初めて得た大会ではシニアカテゴリーに初出場。リードクライミングの総合順位で7位となった。同年、スウェーデンで開催された注目のボルダリングイベント「La Sportiva Legends Only」でも、ショーナ・コクシー、メリッサ・ル・ネヴェ、ユリアーネ・ヴルム、アンナ・ストーア、を抑えて1位を獲得した。また、2015年に開催されたボルダリングの「Melloblocco」でも優勝した。
2016年、IFSCクライミングワールドカップのリードとコンバインドのシーズンタイトル、世界選手権のリードクライミング、世界ユースA選手権のリードクライミングとボルダリングの両方で優勝。また、ボルダリングの世界最高の選手を対象とした招待制のコンテスト「Adidas Rockstars 2016」では、スーパーファイナルでジェシカ・ピルツを破り優勝した。2016年と2018年にはロックマスターで優勝した。

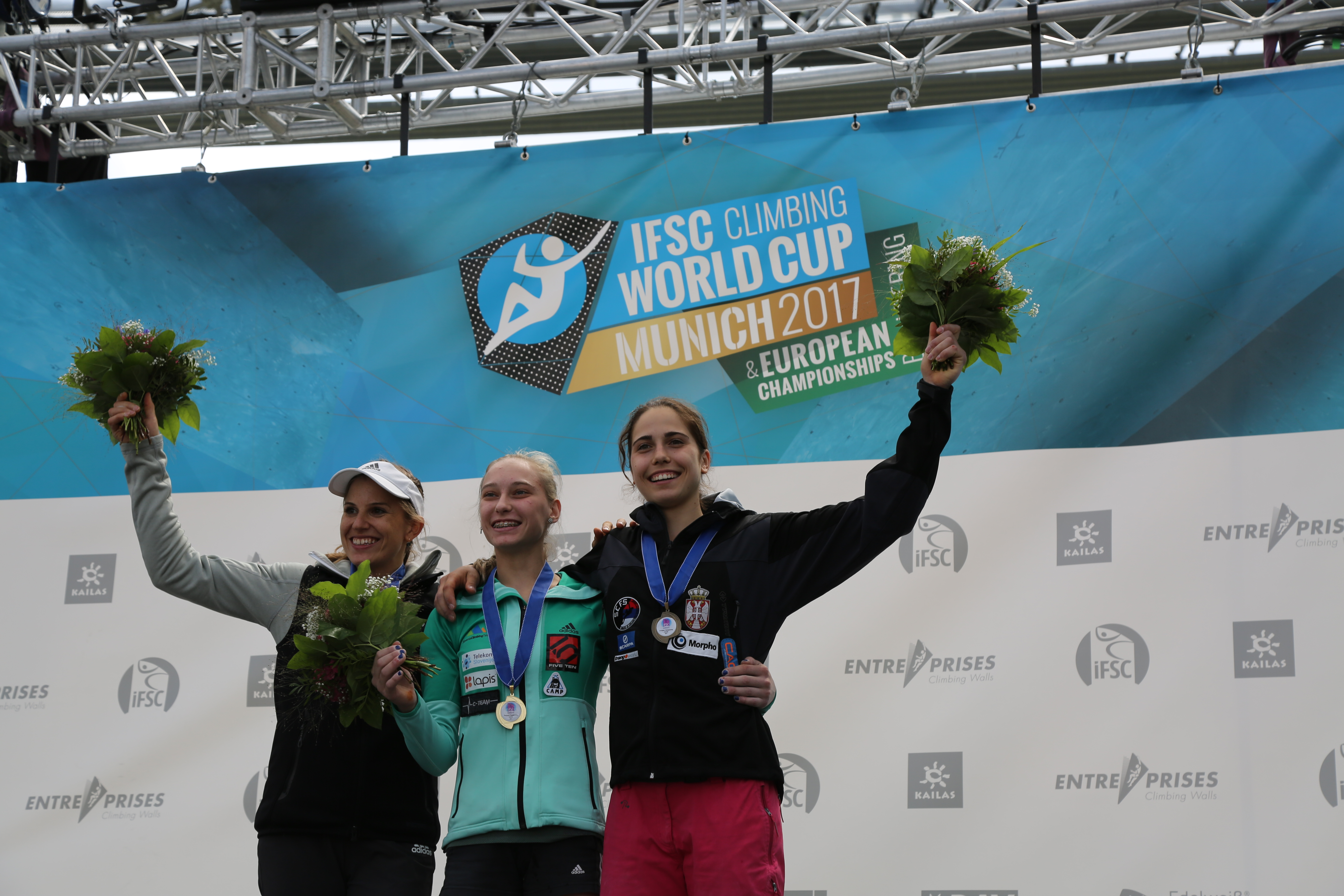
複合種目の2017年ヨーロッパチャンピオンに輝いたガンブレット

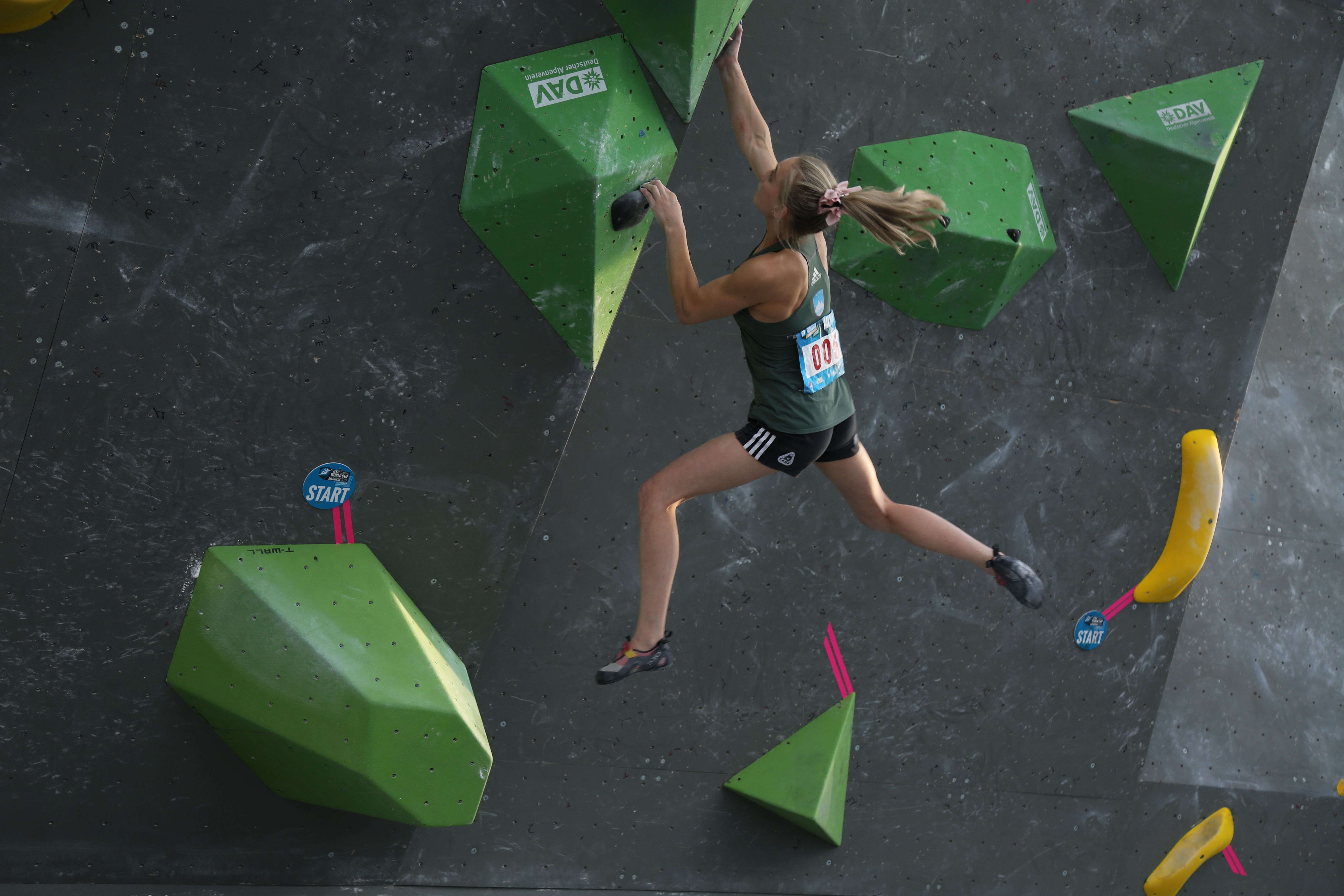
ドイツ・ミュンヘンで開催された2017年IFSCクライミング・ワールド・カップで登るガンブレット

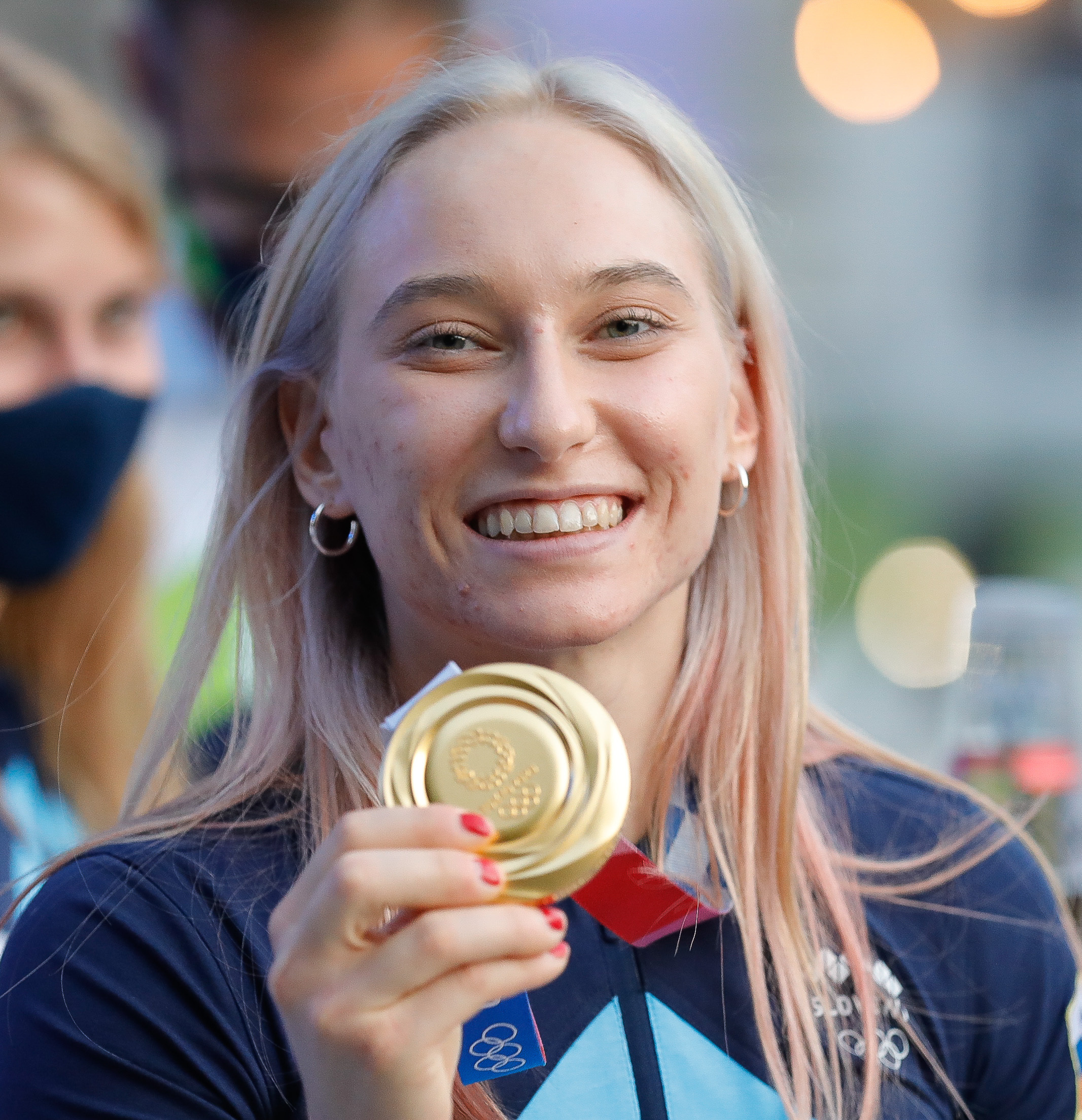
2020東京オリンピック

2017年、ワールドカップでリードと複合種目で優勝、ヨーロッパ選手権では複合タイトルを獲得し、ボルダリングではワールドカップとヨーロッパ選手権で2位となった。
2018年は、ワールドカップでリードと複合種目のタイトルを防衛したが、学校の都合もありボルダリングでは7大会中3大会しか参加できなかった。にもかかわらず、金メダル2個、銀メダル1個を獲得している。さらに、世界選手権ではボルダリングと複合の両方で優勝。リードクライミングの世界選手権では、優勝したジェシカ・ピルツよりも11秒遅い4分38秒で最終ルートを登りきり、銀メダルに終わった。
2019年、ボルダリング・ワールドカップで、予選6回、準決勝4回、決勝6回で1位を獲得し、総合ではボルダー課題（コース）78問中74問を解き、全種目通じて男女初となる6戦全勝での完全制覇を達成した。競技用クライミングの歴史上、これまでに誰も達成したことがない偉業だった。
同年、2019年IFSCクライミング世界選手権で4種目中3種目を制し、リード、ボルダリング、コンバインドで金メダルを獲得した。 コンバインドでの優勝により、2020年東京オリンピックの出場権を獲得した。
2021年のIFSCクライミングワールドカップでは、4月のマイリンゲンでのボルダリングで優勝した後、ソルトレイクシティで2位となり、ボルダリングのワールドカップでの連勝記録を9回に伸ばした。

## ロッククライミング
競技用クライミングのキャリアに加えて、様々な超難関ルートの登頂を完遂するなど、アウトドアクライマーとしても活躍している。
2015年、彼女はクロアチアのパンドラにある8b (5.13d)のルート「Avatar」をオンサイト（初見でクリア）した。 同年、母国スロベニアのコテチュニックにある8c+ (5.14c)の「Miza za šest」の初登に成功した。
2016年、スペインのラス・アベリャーナス・イ・サンタ・リーニャにある8c (5.14b)のスポーツクライミングルート「La Fabelita」をフラッシュ（事前にチェックしたあと、初アテンプトで完登）した。同じスロベニア出身のクライマーミナ・マルコヴィッチからアドバイスを受け、15分以内に登りきった。
2017年、彼女はさらに一歩進んで、初の9a (5.14d)ルート「Seleccio Natural」のアンカーを再びサンタ・リーニャでクリップした。その数日後、同じくサンタ・リーニャの2本目の9a (5.14d)ルート「La Fabela pa la Enmienda」も登った。
2020年、生まれ故郷スロベニアにあるヨーロッパで最も高いトルボヴリェ煙突(360メートル)に設けられた人工では世界最長となるマルチピッチルートに、同じく世界的クライマーでパートナーのドメン・スコフィッチと共にチャレンジした。全13ピッチのルートは、最も簡単なグレードで7b (5.12b)、6ピッチは8a (5.13b)以上で、最難関は10ピッチ目で257m付近の8b+ (5.14a)。最初のトライでは12時間で登頂成功、4日後の2回目のアテンプトでは約4時間短縮し、7時間32分で成功した。

## 人物
- 好きな色はピンク[9]。
- 好きな食べ物はアボカド[9]。
- 好きな動物はアルパカ[9]。

### 表彰と栄誉
- 2018年にスロベニアスポーツジャーナリスト協会から年間最優秀アスリートに選ばれた[33]。
- 2019年には国際舞台で優秀な成績を収めたアスリートとして、スロベニアの代表的なスポーツ賞Bloudek Awardを受賞した[33]。

## ランキング

### クライミング・ワールドカップ
| Discipline | 2015 | 2016 | 2017 | 2018 | 2019 |
| ---------- | ---- | ---- | ---- | ---- | ---- |
| Lead       | 7    | 1    | 1    | 1    | 2    |
| Bouldering | —    | 17   | 2    | 4    | 1    |
| Speed      | —    | —    | —    | 58   | 48   |
| Combined   | —    | 1    | 1    | 1    | 1    |

### クライミング世界選手権
ユース
| Discipline | 2013 Youth B | 2014 Youth B | 2015 Youth A | 2016 Youth A |
| ---------- | ------------ | ------------ | ------------ | ------------ |
| Lead       | 4            | 1            | 1            | 1            |
| Bouldering | —            | —            | 1            | 1            |
| Speed      | —            | —            | 23           | 28           |
| Combined   | —            | —            | 2            | 2            |

シニア
| Discipline | 2016 | 2018 | 2019 |
| ---------- | ---- | ---- | ---- |
| Lead       | 1    | 2    | 1    |
| Bouldering | —    | 1    | 1    |
| Speed      | —    | 47   | 23   |
| Combined   | —    | 1    | 1    |

### クライミング・ヨーロッパ選手権
ユース
| Discipline | 2013 Youth B | 2014 Youth B | 2015 Youth A |
| ---------- | ------------ | ------------ | ------------ |
| Lead       | 1            | 1            | 1            |
| Bouldering | 1            | 1            | 1            |

シニア
| Discipline | 2015 | 2017 |
| ---------- | ---- | ---- |
| Lead       | 2    | 4    |
| Bouldering | —    | 2    |
| Speed      | —    | 32   |
| Combined   | —    | 1    |

## ワールドカップの表彰台
2025年6月29日現在、ガンブレットはワールドカップで48回優勝し、合計68回の表彰台に立っている。

### Lead
| Season | 1位 | 2位 | 3位 | Total |
| ------ | --- | --- | --- | ----- |
| 2015   |     | 2   | 1   | 3     |
| 2016   | 4   |     | 2   | 6     |
| 2017   | 6   |     | 2   | 8     |
| 2018   | 4   | 3   |     | 7     |
| 2019   | 1   | 2   |     | 3     |
| 2020   |     | 1   |     | 1     |
| 2021   | 3   |     |     | 3     |
| 2022   | 5   | 2   |     | 7     |
| 2023   | 3   |     |     | 3     |
| 2024   | 3   |     |     | 3     |
| 2025   | 1   |     |     | 1     |
| Total  | 30  | 10  | 5   | 45    |

### Bouldering
| Season | 1位 | 2位 | 3位 | Total |
| ------ | --- | --- | --- | ----- |
| 2016   |     | 1   |     | 1     |
| 2017   | 3   | 1   |     | 4     |
| 2018   | 2   | 1   |     | 3     |
| 2019   | 6   |     |     | 6     |
| 2021   | 2   | 1   |     | 3     |
| 2022   | 1   |     |     | 1     |
| 2023   | 1   | 1   |     | 2     |
| 2024   | 2   |     |     | 2     |
| 2025   | 1   |     |     | 1     |
| Total  | 18  | 5   | 0   | 23    |